# Annihilator (Mathematik)
Es gibt zwei Begriffsbildungen der Mathematik, die mit dem Wort Annullator (oder auch Annihilator) bezeichnet werden.

## Annullator im Kontext von Formen
Der Annullatorraum ist eine Verallgemeinerung des orthogonalen Komplements auf Vektorräumen, in denen der Dualraum nicht über ein Skalarprodukt mit dem Raum selbst identifiziert werden kann.

### Definition
Sei {\displaystyle V} ein Vektorraum, {\displaystyle V^{*}} der zugehörige Dualraum und {\displaystyle S} eine Teilmenge von {\displaystyle V}. Dann heißt
{\displaystyle S^{0}=\lbrace f\in V^{*}\mid f(x)=0{\text{ für alle }}x\in S\rbrace \subseteq V^{*}}
der Annullator von {\displaystyle S}.

### Eigenschaften des Annullators
- {\displaystyle S^{0}} ist ein Untervektorraum des Dualraums {\displaystyle V^{*}}. Deshalb spricht man auch vom Annullatorraum.
- {\displaystyle S^{0}=\langle S\rangle ^{0}}, wobei {\displaystyle \langle S\rangle } der von {\displaystyle S} erzeugte Unterraum ist.
- Ist {\displaystyle S_{1}\subseteq S_{2}}, so ist {\displaystyle S_{1}^{0}\supseteq S_{2}^{0}}.
- Ist {\displaystyle V} endlichdimensional und {\displaystyle U} ein Unterraum von {\displaystyle V}, so gilt {\displaystyle \dim U^{0}=\dim V-\dim U}. In diesem Fall sind {\displaystyle V} und der Bidualraum {\displaystyle V^{**}} kanonisch isomorph und es gilt {\displaystyle \left(U^{0}\right)^{0}=U}, wobei {\displaystyle V} und {\displaystyle V^{**}} miteinander identifiziert worden sind.

## Annullator eines Moduls
Es sei {\displaystyle A} ein Ring und {\displaystyle M} ein {\displaystyle A}-Linksmodul. Dann ist der Annullator von {\displaystyle M}
{\displaystyle \operatorname {Ann} M=\{a\in A\mid am=0{\text{ für alle }}m\in M\}.}
Man kann den Annullator auch beschreiben als den Kern der Strukturabbildung
{\displaystyle A\to \operatorname {End} _{\mathbb {Z} }M,a\mapsto \ell _{a}}, wobei {\displaystyle \ell _{a}:M\rightarrow M} die Linksmultiplikation mit {\displaystyle a} ist.
Der Annullator ist ein zweiseitiges Ideal in {\displaystyle A}.